# 神之舌
《神之舌》（日語：ゴッドタン 〜The God Tongue 神の舌〜，簡稱）是東京電視台所製作、在日本全國播放的深夜綜藝節目，由小木矢作、松丸友紀和劇團一人主持。

## 演出者

### 固定成員
- 小木矢作（日语：おぎやはぎ）（小木博明、矢作兼（日语：矢作兼））
- 劇團一人
- 松丸友紀（東京電視台播報員）

### 準固定成員
- 香蕉人（設樂統、日村勇紀）
- 朝日奈央（日语：朝日奈央）
- 野呂佳代

## 主要環節
- 搞笑藝人嚴肅歌曲大賽（芸人マジ歌選手権）
- Kiss忍耐大賽（キス我慢選手権）
  - 電影版於2013年6月28日在日本全國上映，由川島省吾（即是劇團一人）主演[1]
- 真的討厭1/5（マジギライ1/5）
- 演藝界禁欲背誦王（芸能界ストイック暗記王） 等等

## 外部連結
- 神之舌官方網站 （页面存档备份，存于）（日語）